# Empire of the Sun
Empire Of The Sun er en australsk indie/ elektro-popduo. De udsendte i begyndelsen af oktober 2008 albummet Walking On A Dream i hjemlandet Australien. Albummet kom på gaden i Danmark i februar 2009.
Empire Of The Sun består af Luke Steele (fra bandet The Sleepy Jackson) og Nick Littlemore fra Pnau, et band hvor også P3's Uundgåelige i sidste uge (43), Ladyhawke, tidligere har slået sine folder.
Debutalbummets artwork er baseret på og inspireret af filmplakater til Star Wars og Indiana Jones-filmene.